# ريفرز روذرفورد
ريفرز روذرفورد (بالإنجليزية: Rivers Rutherford)‏ هو كاتب أغاني وملحن أمريكي، ولد في 17 يونيو 1967.

## وصلات خارجية
- ريفرز روذرفورد على موقع ميوزك برينز (الإنجليزية)